# Himalopsyche gyamo
Himalopsyche gyamo är en nattsländeart som beskrevs av Schmid 1963. Himalopsyche gyamo ingår i släktet Himalopsyche och familjen rovnattsländor. Inga underarter finns listade i Catalogue of Life.